# Créancey (Côte-d'Or)
Pour les articles homonymes, voir Créancey.
Créancey est une commune française située dans le canton d'Arnay-le-Duc du département de la Côte-d'Or, en région Bourgogne-Franche-Comté.
L'une des extrémités de la voûte du canal de Bourgogne, tunnel-canal de 3,3 km de long et bief de partage des eaux du canal de Bourgogne, s'ouvre sur la commune.
Les Roches de Beaume sont un site naturel classé et la commune comprend plusieurs sites archéologiques, dont l'un avec peintures et gravures rupestres préhistoriques.

## Géographie

### Localisation
Créancey est dans la partie sud-ouest de la Côte-d'Or.
Le parc naturel régional du Morvan est à 15,5 km à l'ouest à vol d'oiseau (20 km par la route).
Paris est à 273 km au nord-est, la préfecture Dijon à 44 km à l'est par la A38 (gratuite), son chef-lieu de canton Arnay-le-Duc à 17 km au sud-ouest. Les autres grandes villes les plus proches sont Beaune à 38 km au sud-est, Autun (Saône-et-Loire) à 45 km au sud-ouest, Saulieu à 34 km à l'ouest et Avallon à 65 km au nord-ouest. Plus localement, Pouilly-en-Auxois est à 3,3 km au nord-ouest et Maconge à 4 km au sud.
La commune se trouve dans l'aire d'attraction de Dijon, dans la zone d'emploi de Châtillon-Montbard et dans le bassin de vie de Pouilly-en-Auxois.

### Communes limitrophes
Les communes limitrophes sont  Civry-en-Montagne, Commarin, Maconge, Meilly-sur-Rouvres, Pouilly-en-Auxois, Semarey et Vandenesse-en-Auxois.

### Géologie et relief
La superficie de la commune est de 16,71 km2 ; son altitude varie de 370  à   550 mètres.

### Hydrographie

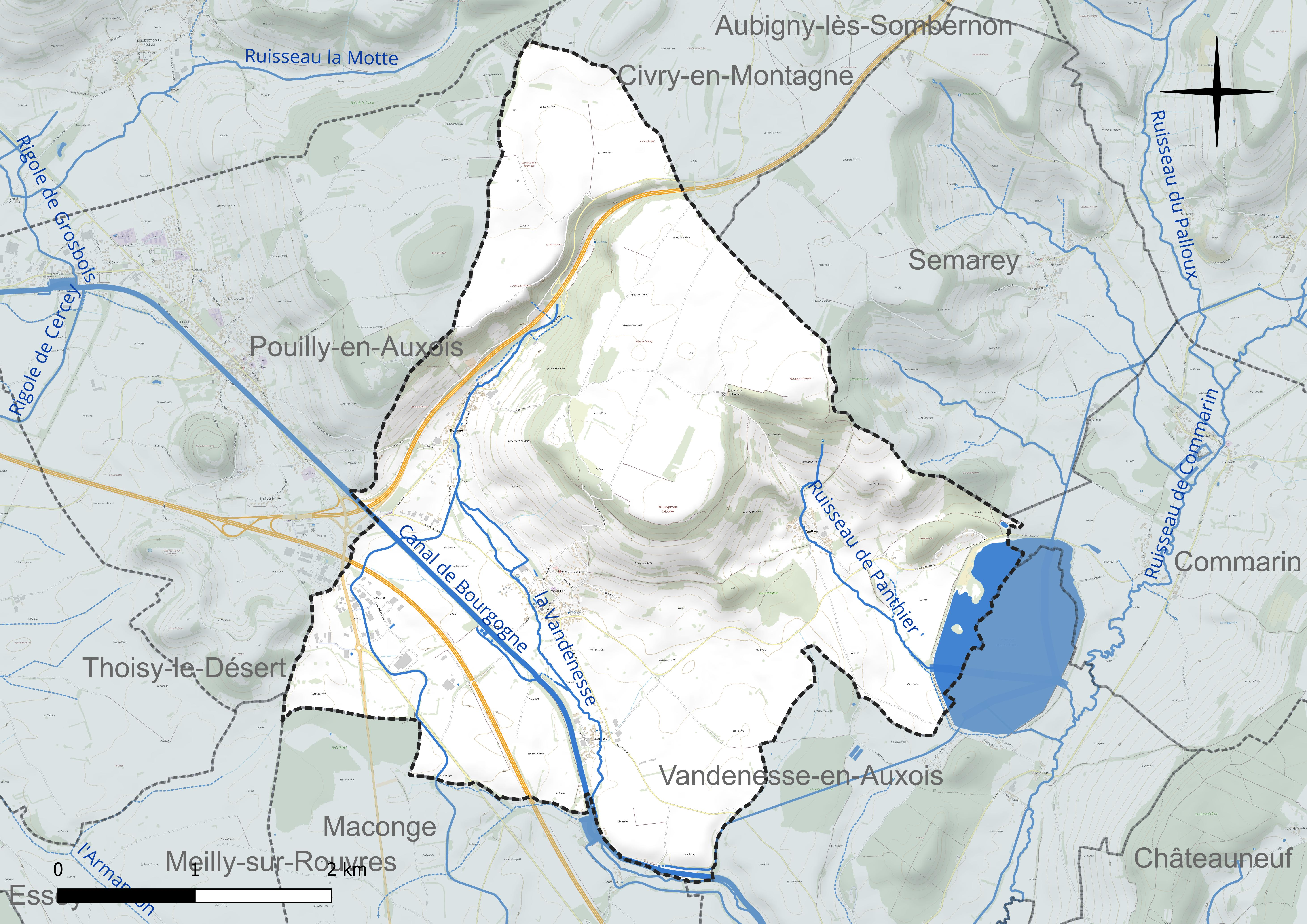
Carte hydrographique de la commune.

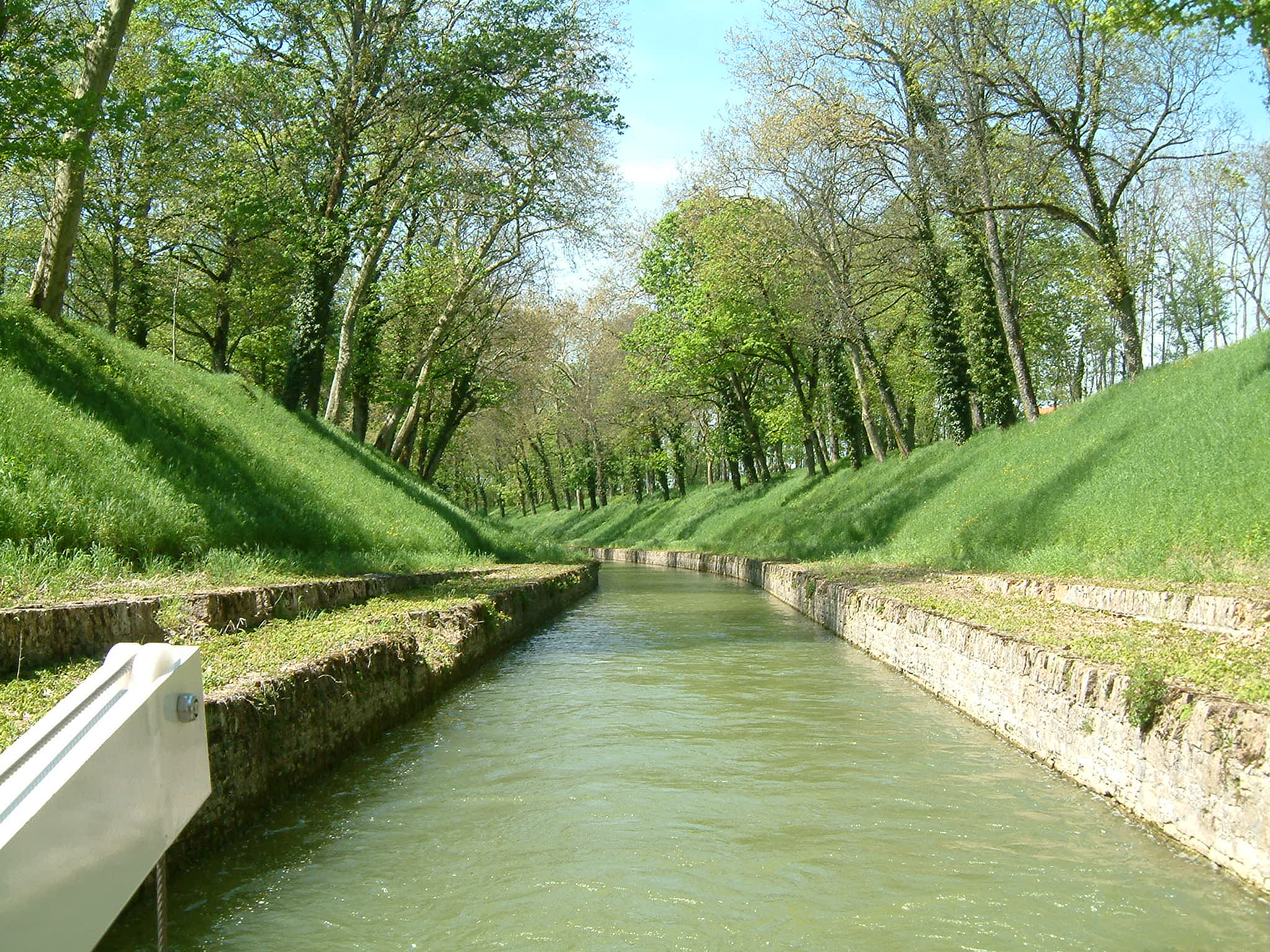
« Tranchée de Créancey » avant la voûte du canal de Bourgogne

La Vandenesse prend source sur la commune et s'écoule vers le sud-est et vers l'Ouche, avec laquelle elle conflue à Pont-d'Ouche.
Le canal de Bourgogne, construit vers 1830, emprunte la vallée de la Vandenesse et traverse donc à ses côtés la partie sud de la commune. Il atteint son point le plus haut à 378 m d'altitude entre Créancey et Pouilly, dans le tunnel-canal appelé voûte du canal de Bourgogne dont l'extrémité sud s'ouvre sur la commune. - l'autre extrémité se trouvant sur Pouilly. Noter que la longueur du tunnel-canal sur Créancey est d'environ 1,9 km tandis que sa longueur sur Pouilly est d'environ 1,4 km seulement ; malgré cela le tunnel-canal est surtout connu sous le nom de "tunel-canal de Pouilly". Le canal sort de la commune au sud dans la "tranchée de Créancey", qui passe sous le pont de la Lochère puis débouche sur le port d'Escommes dans la commune de Maconge. Au port d'Escommes la « maison des ingénieurs », ancienne cimenterie qui borde le bassin d'Escommes, est sur le territoire de Créancey.
Le réservoir de Panthier a été construit pour l'alimentation en eau du canal. C'est le plus grand lac de Côte-d'Or.

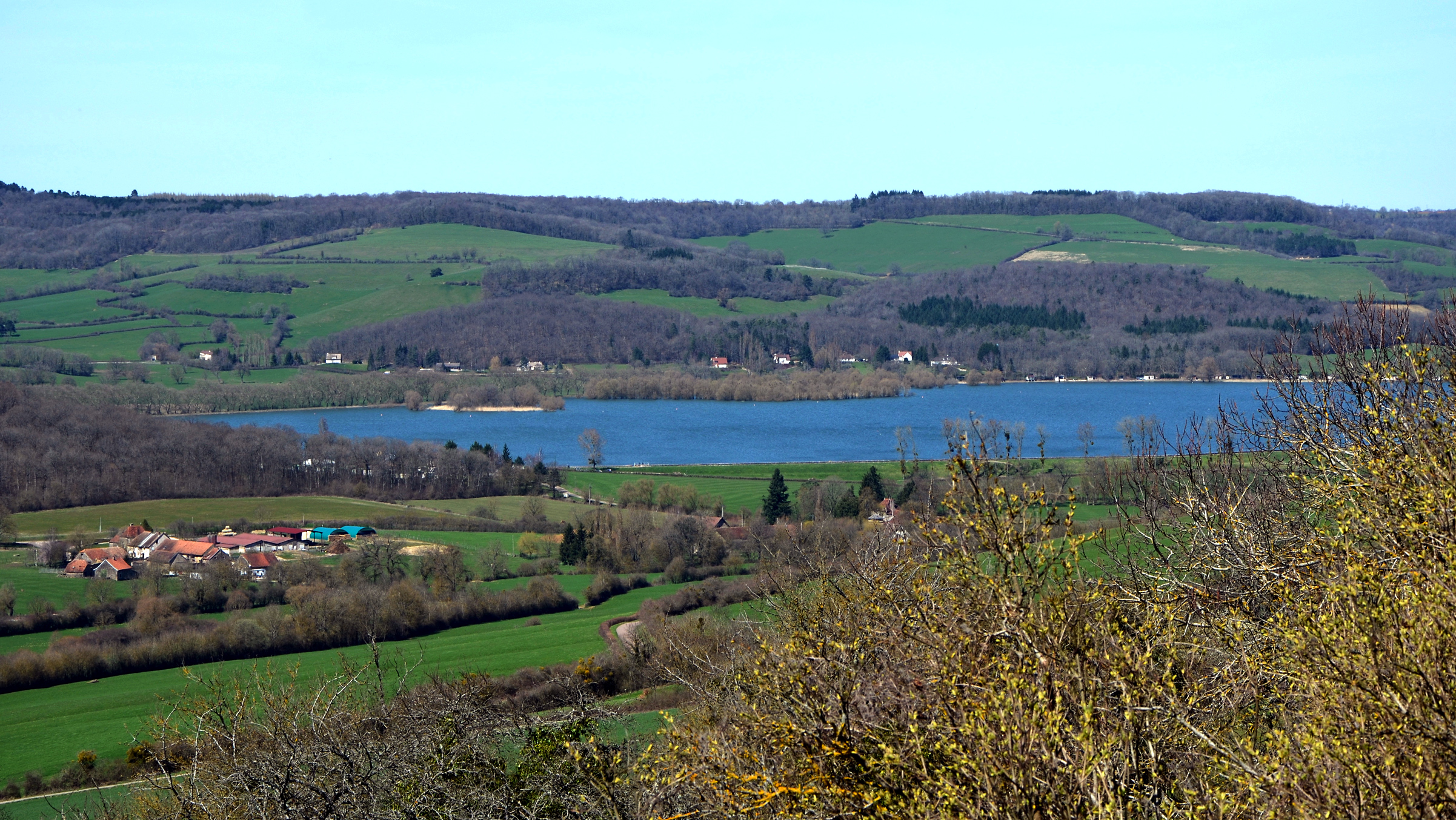
Le lac de Panthier vu depuis Châteauneuf.La rive opposée est essentiellement sur Créancey. De l'autre côté du lac, deux petits monts entièrement recouverts de bois : le Petit Montot (butte de gauche, ~420 m d'alt.) sur Créancey et à sa droite le Grand Montot (446 m d'alt.) sur Semarey, commune non limitrophe du lac. Les berges à droite derrière les arbres sont sur Commarin. Sur l'avant à gauche, le hameau des Bordes sur Vandenesse.

### Climat
Pour des articles plus généraux, voir Climat de la Bourgogne-Franche-Comté et Climat de la Côte-d'Or.
En 2010, le climat de la commune est de type climat des marges montargnardes, selon une étude du Centre national de la recherche scientifique s'appuyant sur une série de données couvrant la période 1971-2000. En 2020, Météo-France publie une typologie des climats de la France métropolitaine dans laquelle la commune est exposée à un climat océanique altéré et est dans la région climatique Lorraine, plateau de Langres, Morvan, caractérisée par un hiver rude (1,5 °C), des vents modérés et des brouillards fréquents en automne et hiver.
Pour la période 1971-2000, la température annuelle moyenne est de 9,8 °C, avec une amplitude thermique annuelle de 16,8 °C. Le cumul annuel moyen de précipitations est de 829 mm, avec 12,3 jours de précipitations en janvier et 7,8 jours en juillet. Pour la période 1991-2020, la température moyenne annuelle observée sur la station météorologique de Météo-France la plus proche, « Pouilly-en-Aux_sapc », sur la commune de Pouilly-en-Auxois à 3 km à vol d'oiseau, est de 10,7 °C et le cumul annuel moyen de précipitations est de 859,1 mm,. Pour l'avenir, les paramètres climatiques de la commune estimés pour 2050 selon différents scénarios d'émission de gaz à effet de serre sont consultables sur un site dédié publié par Météo-France en novembre 2022.

### Milieux naturels et biodiversité

#### ZNIEFF

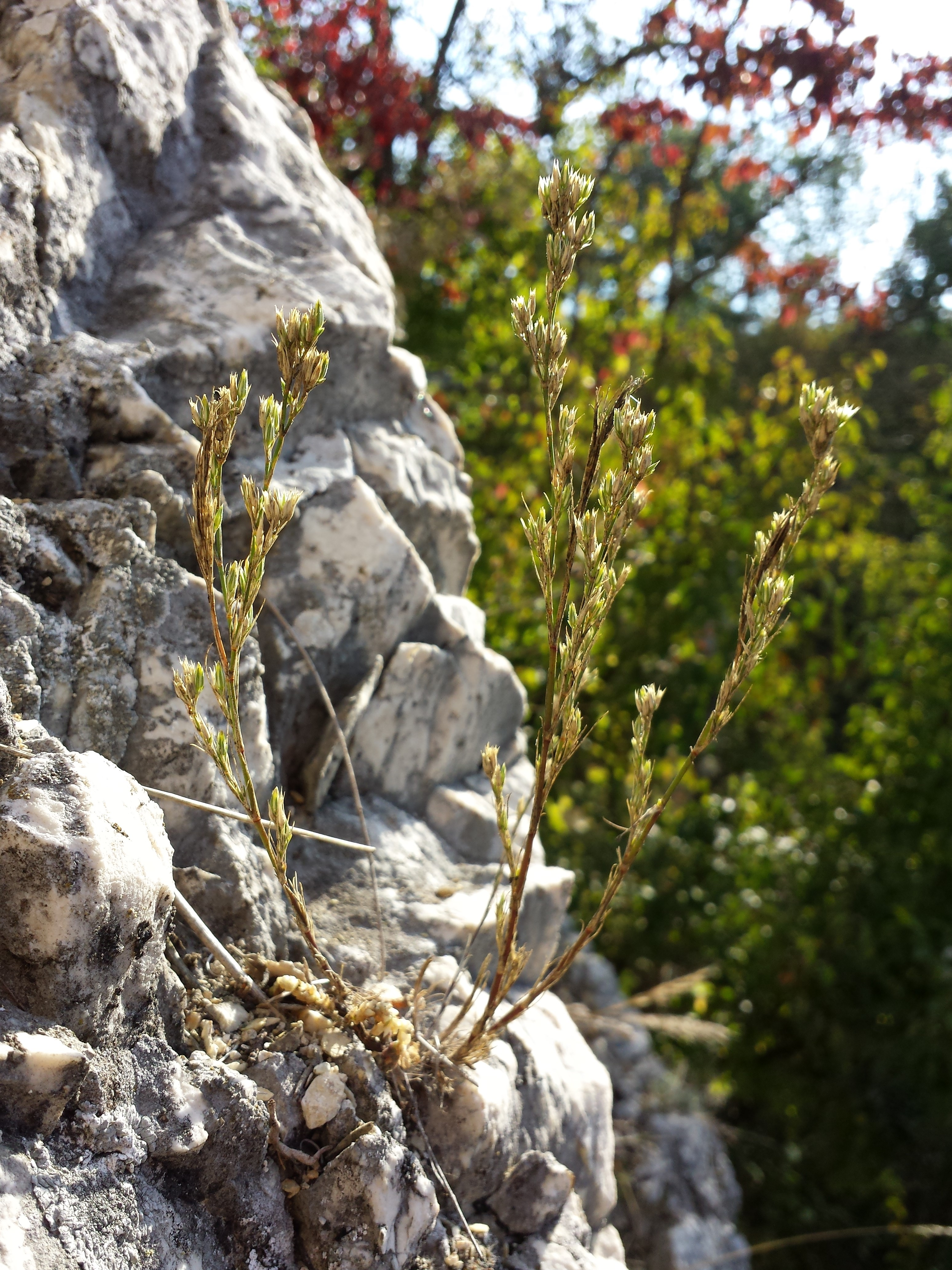
Alsine rouge
(Minuartia rubra)

Créancey est concerné par plusieurs zones naturelles d'intérêt écologique, faunistique et floristique (ZNIEFF) :
La ZNIEFF continentale de type 1 des « Roches de Beaume à Créancey », soit 39,02 hectares uniquement sur Créancey. Cette zone couvre le coteau nord-ouest très escarpé de la vallée où la Vandenesse prend sa source, en amont de Beaume. Elle s'étire en longueur sur environ 2 km et est longée côté sud-est par l'autoroute A38. Son altitude varie entre 450 m et 530 m. Un arrêté préfectoral de Protection de Biotopes la désigne comme "site de reproduction du faucon pèlerin" (Falco peregrinus) mais le grand-duc d'Europe (Bubo bubo) s'y reproduit aussi. Le site est aussi occupé par le Tichodrome échelette (Tichodroma muraria), oiseau rupicole hivernant très rare en Bourgogne, et ses grottes abritent entre autres trois espèces de chauves-souris d'intérêt européen : le petit rhinolophe (Rhinolophus hipposideros), le grand rhinolophe (Rhinolophus ferrumequinum) et la barbastelle d'Europe (Barbastella barbastellus). La végétation remarquable inclut l'alsine rouge (Minuartia rubra), très rare espèce typique des rocailles et corniches sèches ; et, en bordure de champ, l'adonis d'été (Adonis aestivalis) inscrite au livre rouge de la flore menacée de France et exceptionnelle en Bourgogne.
En sus de la protection de biotope, cette zone est classée depuis 1941 au titre de la Loi sur les paysages de 1930.

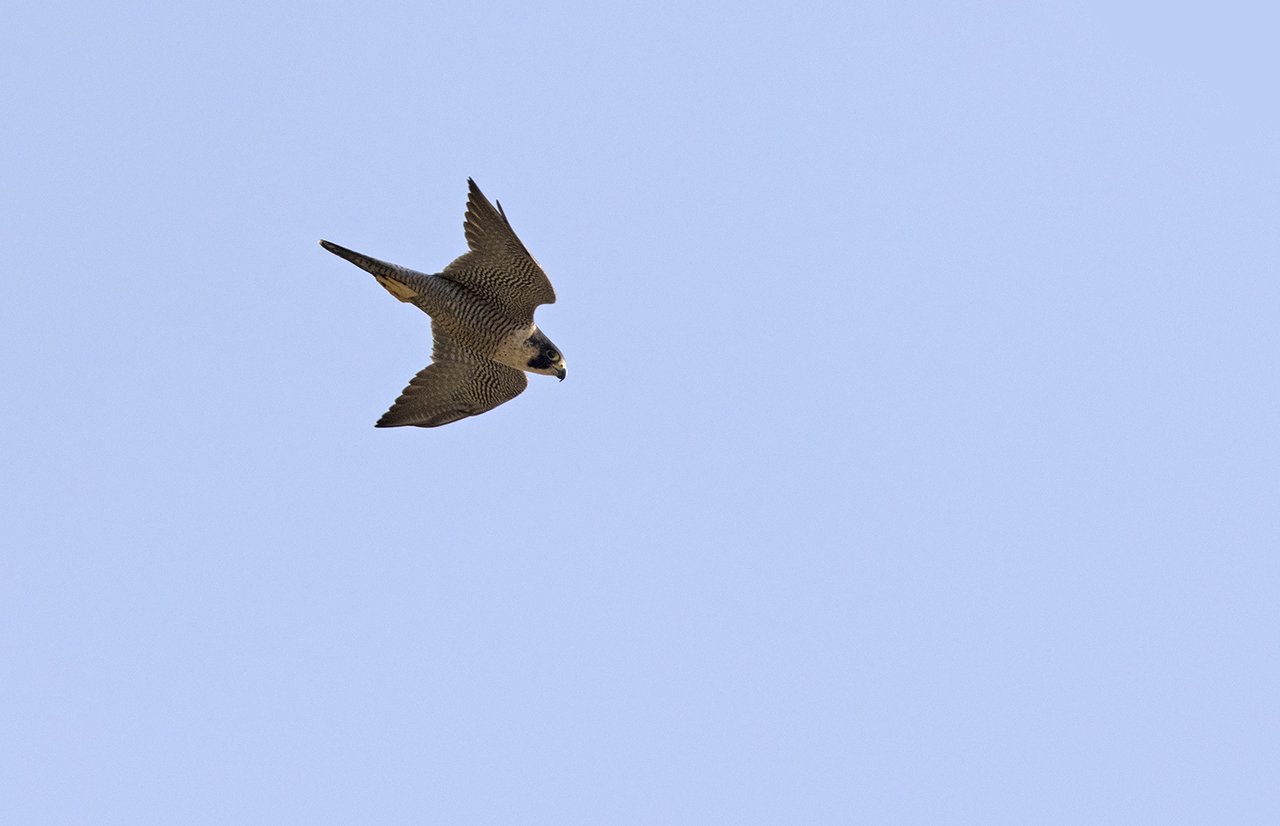
Faucon pèlerin
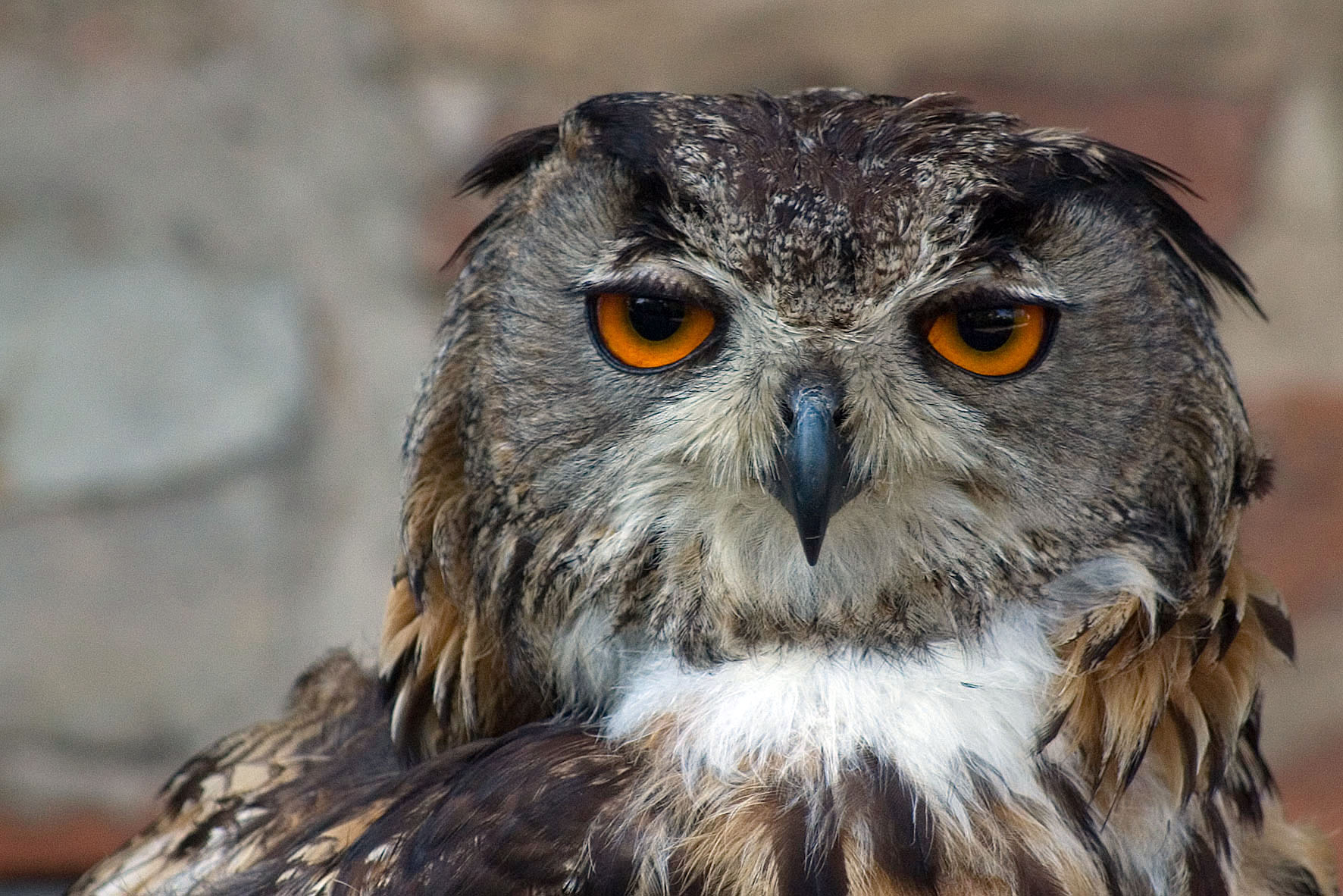
Hibou grand-duc (Bubo bubo)
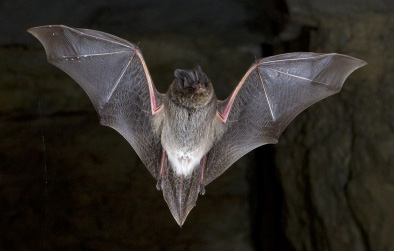
Barbastelle d'Europe (Barbastella barbastellus)

La ZNIEFF continentale de type 2 de l'« Auxois » inclut 22 ZNIEFF plus petites et 14 sites classés ou inscrits au titre de la Loi sur les paysages de 1930, y compris la ZNIEFF "Roches de la Beaume à Créancey" qui forme sa bordure sud-est. Ses 72 708,12 hectares sur 78 communes forment un ensemble d'environ 60 km nord-sud sur 27 km est-ouest, géographiquement centré sur Uncey-le-Franc, le tout s'étageant de 241 m à 598 m d'altitude. Son couvert végétal est fait de prairies bocagères avec cours d'eau et plans d'eau en fond de vallées ; de bois sur les plateaux et les coteaux ; et, essentiellement sur les plateaux, de quelques cultures.
Sa dominante géologique comprend les plateaux et leurs bords en calcaires durs du Jurassique moyen, et les coteaux et fonds de vallées faits d'argiles et marnes du Lias (Jurassique inférieur). Elle inclut les réservoirs de Grosbois, Panthier et Cercey, dont les niveaux variables créent des zones humides sur leurs pourtours. Les rivières ont creusé dans les plateaux des vallées souvent profondes et aux flancs escarpés, qui accroissent encore la variété des habitats. Ses couverts boisés sont diversifiés, entre hêtraies et forêts mixtes, d'intérêt européen, dans les ravins ; et des chênaies-charmaies dont certaines sont d'intérêt régional. De nombreuses espèces animales et végétales rares et en danger de disparition y ont  trouvé refuge, entre autres la lamproie de Planer (Lampetra planeri), espèce  d'intérêt européen indicatrice d'une bonne qualité de l'eau, protégée selon l'annexe II de la directive Habitat, l'annexe III de la convention de Berne et protégée sur l'ensemble du territoire français national.
La ZNIEFF continentale de type 1 du Réservoir du Panthier et bocage environnant, s'étageant de 348 m à 541 m d'altitude, couvre 2 133,27 hectares sur les sept communes de Châteauneuf, Commarin, Créancey, Échannay, Montoillot, Semarey et Vandenesse-en-Auxois. Le lac de Panthier est en bordure sud de cette zone. Les étiages de fin d'été permettent l'installation d'un pourtour végétal d'intérêt régional. S'y trouvent la potentille couchée (Potentilla supina), inscrite sur le livre rouge des plantes menacées de France et très rare en Bourgogne ; la cotonnière blanc-jaunâtre (Pseudognaphalium luteoalbum) et la germandrée des marais (Teucrium scordium), plantes amphibies très rares en Bourgogne ; le crypside faux vulpin (Crypsis alopecuroides), espèce protégée ; et le bident radié (Bidens radiata). De petites roselières sur la berge nord-ouest du lac abritent le jonc fleuri (Butomus umbellatus), espèce protégée qui se trouve parfois aussi dans les fossés externes au lac.
Le lac est une zone de reproduction pour le héron garde-bœuf (Bubulcus ibis), nicheur occasionnel dans le département. Il sert aussi de zone d'hivernage et de halte migratoire pour la rémiz penduline (Remiz pendulinus), le combattant varié (Philomachus pugnax), le chevalier arlequin (Tringa erythropus), le chevalier sylvain (Tringa glareola), le chevalier gambette (Tringa totanus), le canard pilet (Anas acuta) et la sarcelle d'hiver (Anas crecca).

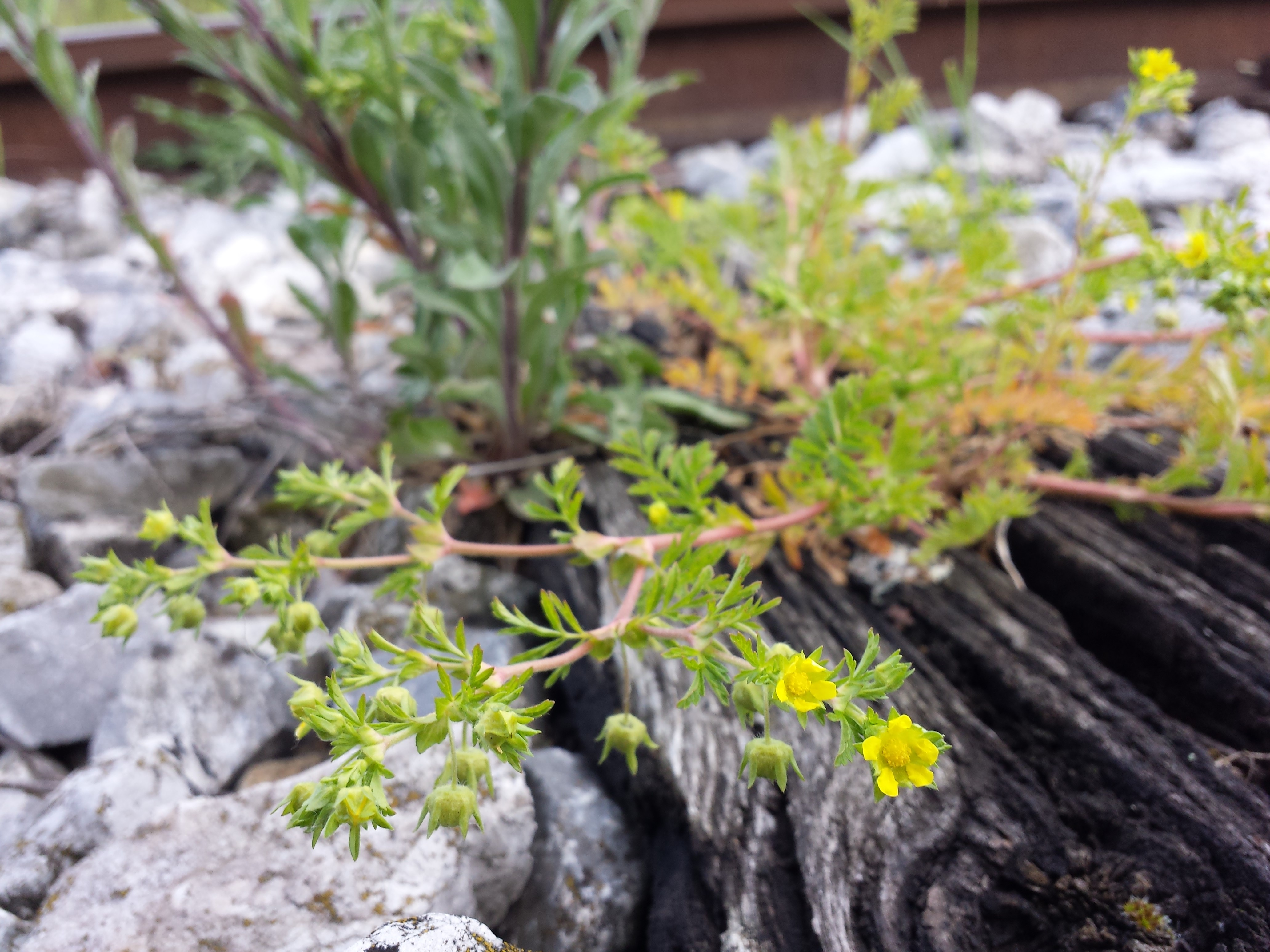
Potentille couchée (Potentilla supina)
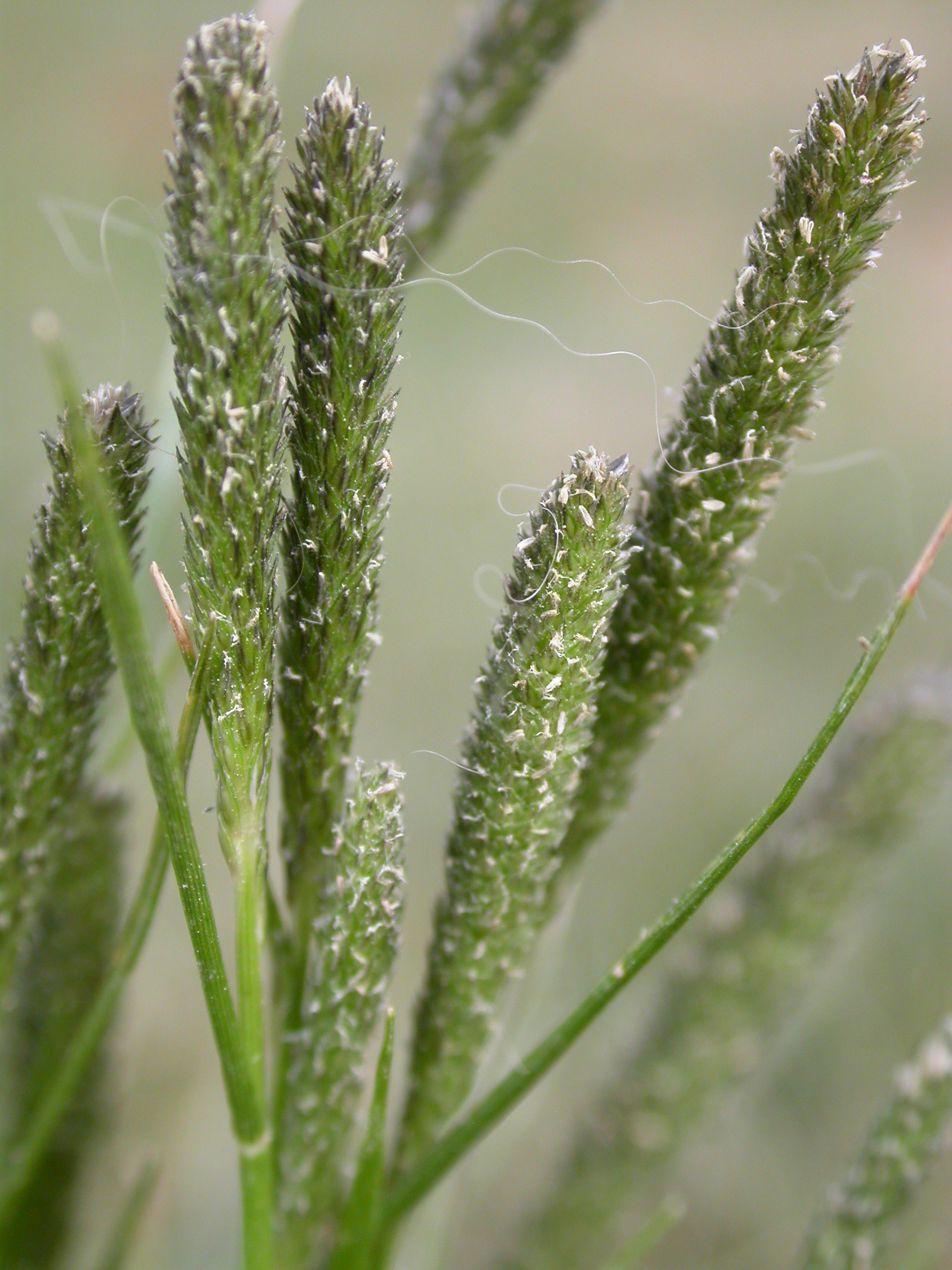
Crypside faux vulpin (Crypsis alopecuroides)
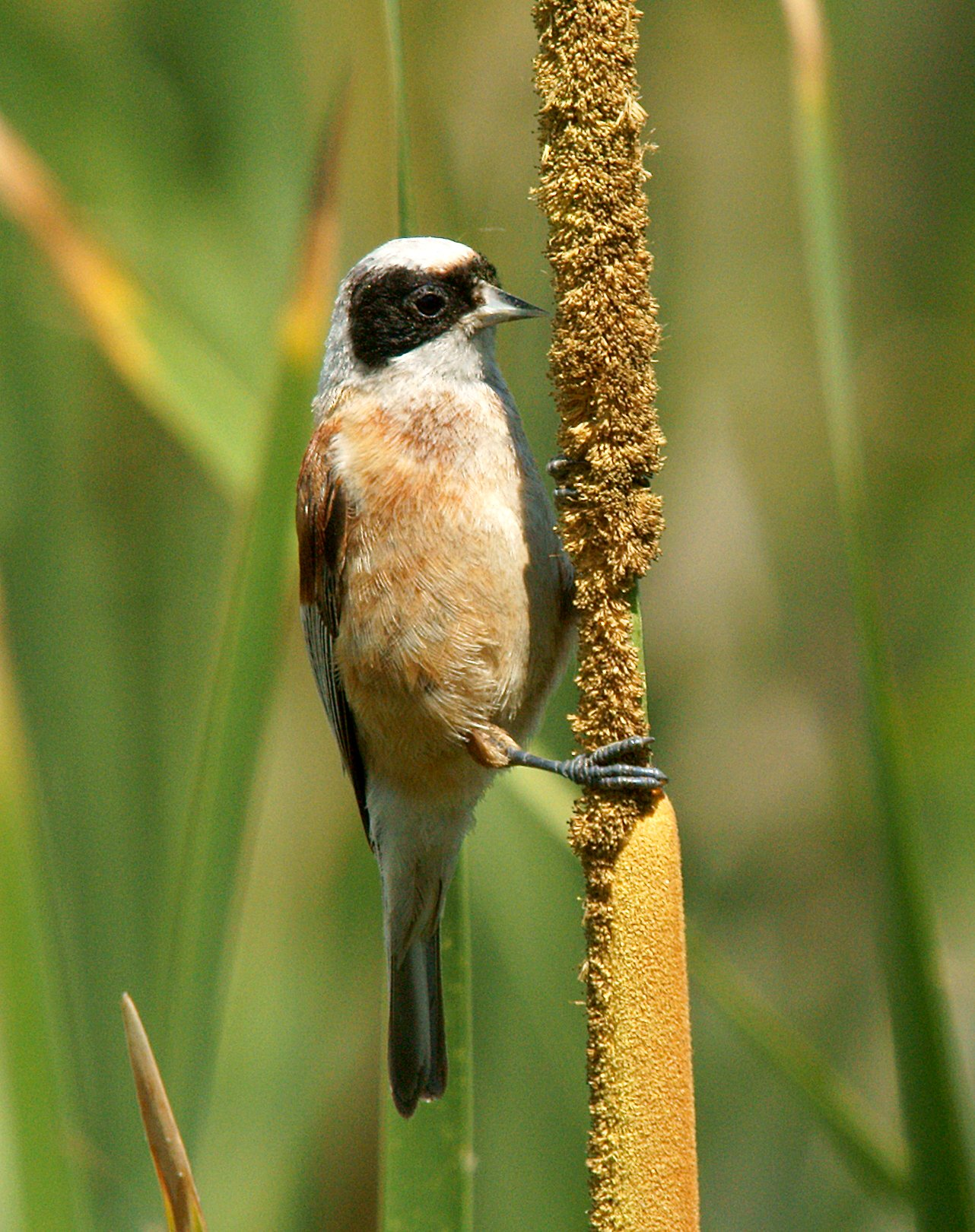
Rémiz penduline (Remiz pendulinus)
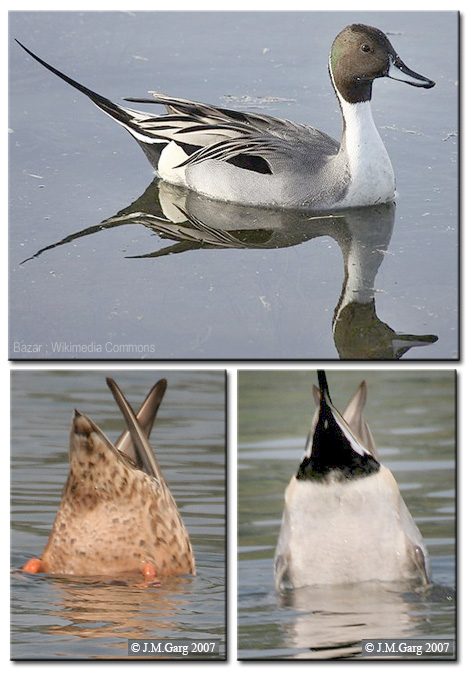
Canard pilet (Anas acuta)
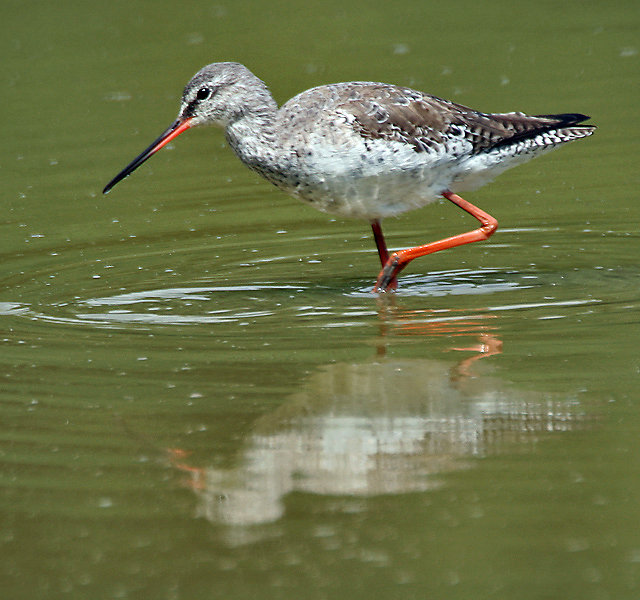
Chevalier arlequin (Tringa erythropus)

## Urbanisme

### Typologie
Au 1er janvier 2024, Créancey est catégorisée commune rurale à habitat dispersé, selon la nouvelle grille communale de densité à 7 niveaux définie par l'Insee en 2022.
Elle est située hors unité urbaine. Par ailleurs la commune fait partie de l'aire d'attraction de Dijon, dont elle est une commune de la couronne,. Cette aire, qui regroupe 333 communes, est catégorisée dans les aires de 200 000 à moins de 700 000 habitants,.

### Occupation des sols

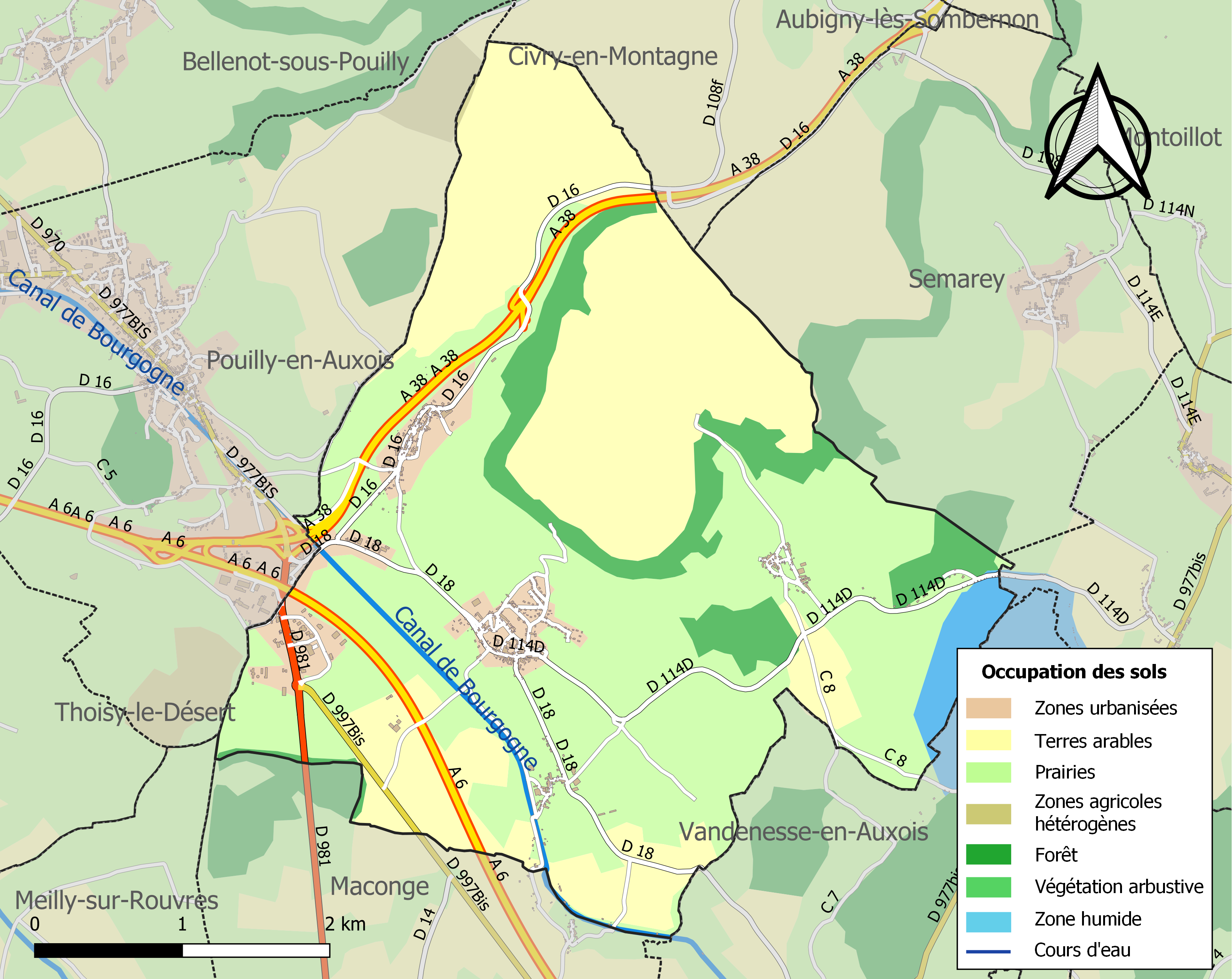
Carte des infrastructures et de l'occupation des sols de la commune en 2018 (CLC).

L'occupation des sols de la commune, telle qu'elle ressort de la base de données européenne d’occupation biophysique des sols Corine Land Cover (CLC), est marquée par l'importance des territoires agricoles (84,2 % en 2018), en diminution par rapport à 1990 (85,5 %).
La répartition détaillée en 2018 est la suivante : prairies (48,4 %), terres arables (35,8 %), forêts (8,3 %), zones urbanisées (3,4 %), zones industrielles ou commerciales et réseaux de communication (2,2 %), eaux continentales (1,9 %).
L'évolution de l’occupation des sols de la commune et de ses infrastructures peut être observée sur les différentes représentations cartographiques du territoire : la carte de Cassini (XVIIIe siècle), la carte d'état-major (1820-1866) et les cartes ou photos aériennes de l'IGN pour la période actuelle (1950 à aujourd'hui).

### Lieux-dits, hameaux et écarts
La commune comprend plusieurs hameaaux et villages :
- Beaume (ou Baume) est un village dépendant de la commune de Créancey situé au nord-est de cette commune. On trouve au centre de ce village la chapelle St-Gervais[18]. construite au XVe siècle. La rivière Vandenesse y prend sa source à la sortie du village (source de la Jeute). Les falaises dites « Roches de Beaume » sont un site naturel classé[19] et les environs sont riches en archéologie préhistorique.
- Panthier est un petit hameau situé au sud de la commune de Créancey. Une petite église, l'église St-Marc, est située au centre du village. Quelques kilomètres plus loin, on trouve le camping 4 étoiles de Panthier, au bord du très vaste réservoir de Panthier.
- La Lochèreest un petit hameau situé au sud-ouest de la commune de Créancey. Il est traversé par la rivière la Vandenesse et on y trouve un lavoir associé à trois vannes immédiatement en aval du lavoir qui servent à faire remonter l'eau et faciliter le lavage[20].

### Habitat et logement
En 2021, le nombre total de logements dans la commune était de 313, alors qu'il était de 300 en 2016 et de 289 en 2011.
Parmi ces logements, 74,3 % étaient des résidences principales, 15,9 % des résidences secondaires et 9,7 % des logements vacants. Ces logements étaient pour 88,3 % d'entre eux des maisons individuelles et pour 9,2 % des appartements.
Le tableau ci-dessous présente la typologie des logements à Créancey en 2021 en comparaison avec celle de la Côte-d'Or et de la France entière. Une caractéristique marquante du parc de logements est ainsi une proportion de résidences secondaires et logements occasionnels (15,9 %) supérieure à celle du département (5,7 %) et à celle de la France entière (9,7 %).
| Typologie                                               | Créancey | Côte-d'Or | France entière |
| ------------------------------------------------------- | -------- | --------- | -------------- |
| Résidences principales (en %)                           | 74,3     | 85,8      | 82,2           |
| Résidences secondaires et logements occasionnels (en %) | 15,9     | 5,7       | 9,7            |
| Logements vacants (en %)                                | 9,7      | 8,5       | 8,1            |

### Voies de communication et transports
La commune est traversée par deux autoroutes qui se rencontrent sur Pouilly à l'échangeur no 24 de Pouilly-en-Auxois. Cet échangeur est limitrophe de la bordure ouest du territoire de Créancey, à moins de 2 km du centre du bourg.
L'autoroute A6 traverse la partie sud-ouest de la commune, dans le sens nord-ouest/sud-est ;
l'autoroute A38, qui débute là et mène à Dijon, traverse la partie nord de la commune dans le sens sud-ouest / nord-est.
D'autres routes imporftantes desservent la commune :
- La RD 18 commence à l'échangeur de Pouilly, traverse la commune vers le sud-est et va jusqu'à Beaune.
- L'ancienne Route nationale 81 (France) (actuelle RD 981) commence aussi à l'échangeur de Pouilly, d'où elle se dirige vers le sud pour rejoindre Arnay-le-Duc, Autun, Luzy, Decize et Nevers.
- L'ancoenne Route nationale 77bis (actuelle RD 977bis) commence à la RD 981 à 800 m au sud du rond-point d'accès à l'échangeur ; elle va vers le sud-ouest, longeant l'autoroute A6 côté sud et rejoint Vandenesse, Commarin et Sombernon[loc 1].

L'aérodrome de Pouilly - Maconge, à cheval sur Maconge et Meilly-sur-Rouvres, est à 6,7 km au sud-ouest.

## Histoire

### Préhistoire et protohistoire
La commune est extrêmement riche en sites archéologiques pré- et proto-historiques.
En 1960, Paul Cussinet-Carnot découvre des peintures rupestres avec motifs gravés, les premiers signalés en Côte-d'Or. Elles sont dans une cavité située sur le coteau au nord-est du bourg, toute proche de la voie qui grimpe ce même coteau jusqu'à la corniche du plateau pour joindre Autun et Sombernon. En dessous de la grotte, des éboulements de la corniche forment un abri sous roche ; le bloc le plus proche de la cavité est appelé "lavoir du diable". Nicolardot note au passage que les toponymes en relation avec le diable et/ou l'enfer sont fréquents aux proches alentours de sites préhistoriques et en particulier des sites portant des gravures préhistoriques ou protohistoriques. Une fissure de 30 cm de large s'ouvre sur un boyau peu praticable d'environ 7 m de long dans la roche du bajocien, un étage du Jurassique moyen ou Dogger d'une durée d'environ 2 millions d'années entre −170,3 ± 1,4 et −168,3 ± 1,3 millions d'années. Les gravures se trouvent essentiellement sur la paroi de droite du boyau - qui est alors large de 70 cm -, avec seulement deux motifs trouvés sur la paroi gauche et accompagnés de quelques lettres modernes. Le bas des panneaux gravés a été détérioré par l'accumulation de terre et de débris végétaux, qui a maintenu une humidité suffisante pour dégrader la roche calcaire.

Dès l'entrée se trouve une figure anthropomorphe féminine, une location typique de celle de la déesse funéraire de la civilisation Seine-Oise-Marne. Ses lignes l'apparentent à une figure similaire dans la grotte Sainte-Eulalie d'Ussat-les-Bains, datée prospectivement de la fin de l'âge de Bronze (~VIIe siècle av. J.-C.). Elle fait partie du premier groupe de gravures défini par Nicolardot : des œuvres faites d'« incisions fines, régulières et précises », qu'il pense être les plus anciennes gravures. Une autre figure montre une figure anthropomorphique masculine agenouillée, qui fait partie du deuxième groupe défini par Nicolardot : des incisions aussi assurées mais plus profondes ; celle-ci rappelle les "orants" des gravures de l'Ariège et de la Peyra Escrita à Formiguères (Pyrénées-Orientales). Le troisième groupe de gravures, nettement plus tardif, pourrait dater du Moyen-Âge (exploitation de carrière proche vers le XVe siècle).
Il existe une nécropole sous tumulus aux Meurots Bleus, (1,8 km au nord-est de Beaume), avec des coffres  néolithiques réutilisés au premier âge du fer : l'un des tumulus a été construit au-dessus d'une tombe faite d'un coffre de pierre mégalithique. L'ensemble est composé de cinq tumulus, dont quatre grands et un plus petit. Loïs de Montille y découvre en 1852 un poignard dans le tumulus n° 2. De nombreux autres objets ont été trouvés dans ces tumulus, comme cette longue (environ 1 mètre) épée gauloise en fer des VIe – Ve siècle av. J.-C., à deux tranchants, faite pour l'estoc, ainsi que des torques, bracelets, autres bijoux et objets, y compris un rasoir associé à la grande épée en fer. La plupart de ces objets sont datés de la période finale du premier âge du fer (fin du Hallstatt). Un grand nombre d'entre eux enrichissent les collections du musée d'Archéologie nationale de Saint-Germain-en-Laye (Yvelines).

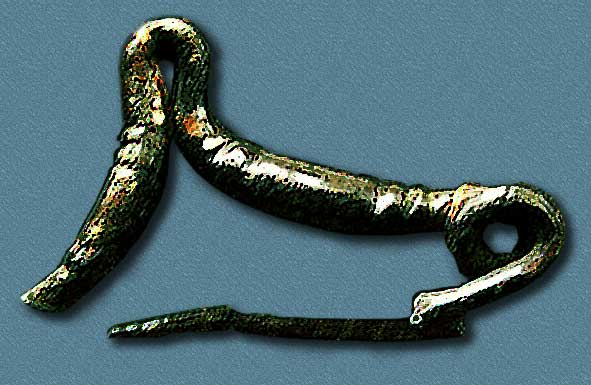
Fibule de la même époque trouvée à Cogotas, Espagne.

Une fibule du VIIe siècle av. J.-C. de type chypriote a été trouvée en 1969 près de Beaume dans un éboulis de carrière au lieu-dit Larrey de Corton, sur un terrain remué par les engins de construction de l'autoroute A38. Les fouilles entreprises sur le lieu n'ont pu amener aucune conclusion sinon que le terrain avait été trop bouleversé par les travaux, et n'a ramené qu'un tesson de fond de vase de l'époque gallo-romaine. Le mode de fabrication de cette fibule indique la période d'expansion de la technologie chypriote plutôt que son époque tardive : aiguille droite et non courbe, porte-aiguille riveté (ce qui reste un point faible, de même qu'une soudure) et non moulé d'un seul tenant avec l'arc pour plus de solidité, technique adoptée à une époque plus tardive. Le travail est très soigné : les trois parties de l'objet (arc triangulé, ressort et aiguille) sont soudées ensemble, mais seul un œil expert peut distinguer les soudures. La photo ci-contre montre une fibule à peu près de la même époque que celle de Corton et de même forme générale : arc triangulé en haut, ressort moulé en tige d'épingle, aiguille (cassée) ; manque le porte-aiguille qui se trouvait à l'extrémité de la tige gauche de l'arc. L'esthétique de cette fibule est moins soignée que pour celle de Corton, qui est plus fine d'aspect et présente un anneau à l'angle de l'arc.

La fibule de Corton, parmi les dernières fibules chypriotes à aiguille droite (Xe – VIIIe siècle av. J.-C.) avant que soit adoptée l'aiguille recourbée, confirme l'existence de relations déjà à l'époque entre la Gaule et le bassin oriental de la Méditerranée ; avec la fibule de même type que possède le musée archéologique de Beaune, elle confirme également l'identité de cette partie de l'Auxois comme carrefour de voies d'échanges.
Des travaux d'adduction d'eau suivis de sondages archéologiques au lieu-dit les Chenevières de l'Étang ont révélé des objets datables du bronze final (Xe siècle av. J.-C.), c'est-à-dire de la civilisation des champs d'urnes, qui se retrouve dans les grottes au nord-est immédiat de Créancey.
Un abri sous roche se trouve au lieu-dit Chaume Bourcherot, occupé depuis le Bronze ancien jusqu'au second âge du fer en ce qui concerne l'occupation protohistorique (y compris la période des champs d'urnes et la Tène), et jusqu'au Moyen-Âge (exploitation de carrières proches). L'Ozerotte, petit éperon rocheux au lieu-dit voisin, est occupé sporadiquement depuis le Chalcolithique (période de transition entre le Néolithique et l'âge du bronze).
Il y a au moins un monument druidique sur la commune.
Une « vieille tour carrée au sommet de la colline », dont subsistaient à peine quelques vestiges au XVIIIe siècle, était située au sommet du coteau escarpé qui domine Créancey au nord et nord-est. Cette position ouvre un superbe panorama sur les vallées de l'Armançon au nord-ouest et de la Vandenesse au sud-est, avec en toile de fond les monts du Morvan à l'ouest et au sud-ouest - le mont Beuvray est à 50 km sud-ouest. Précisons ici que d'une part la vallée de l'Armançon a depuis l'Antiquité été un passage majeur entre la Bourgogne et le bassin Parisien ; et d'autre part que cette tour à trois étages était sur la voie d'Autun à Sombernon, qui passe par Créancey et grimpe le coteau par un chemin en lacets. Selon la tradition locale, elle aurait servi de relais pour passer des informations entre Autun et Alésia à l'aide de feux allumés à son sommet.

### Moyen-Âge
En 946, Créancey est dit du Beaunois (pagus Belnensis) : In comitatu Belnensi. Mais toutes les autres mentions donnent l'Auxois (Pagus Alsensis).

### Époque moderne
Le château de Créancey est construit aux alentours de 1650 par Antoine de Comeau, garde des sceaux du Parlement de Bourgogne. Les de Comeau sont originaires de Pouilly-en-Auxois où ils sont déjà signalés à partir de 1345. Au cours du XVIIe, le château change plusieurs fois de propriétaires puis arrive à la famille de Montille début XIXe. Les de Montille le conservent jusqu’en 1940.
Une tannerie est mentionnée vers le milieu du XIXe siècle.
Vers 1850/1860, l'église de Créancey est restaurée par Jean-Jacques Groslet, architecte résidant à Semur-en-Auxois.
En 1815 sont démolis les derniers vestiges de la vieille tour carrée au nord-est de Créancey, déjà bien ruinée au XVIIIe siècle ; un peu plus tard, la chapelle Saint-Étienne est construite à la place et commandée, en 1872, par Alice de Montille pour célébrer la mémoire de son frère Étienne de Montille, capitaine adjudant-major tué près de Metz en août 1870 à 33 ans. Elle a été restaurée en 1997.

## Politique et administration

### Rattachements administratifs et électoraux

#### Rattachements administratifs
La commune se trouve dans l'arrondissement de Beaune du département de la Côte-d'Or.
Elle faisait partie depuis 1793 du canton de Pouilly-en-Auxois. Dans le cadre du redécoupage cantonal de 2014 en France, cette circonscription administrative territoriale a disparu, et le canton n'est plus qu'une circonscription électorale.

#### Rattachements électoraux
Pour les élections départementales, la commune fait partie depuis 2014 du canton d'Arnay-le-Duc.
Pour l'élection des députés, elle fait partie de la cinquième circonscription de la Côte-d'Or.

### Intercommunalité
Créancey était membre de la communauté de communes de l'Auxois Sud, un établissement public de coopération intercommunale (EPCI) à fiscalité propre créé fin 1992 et auquel la commune avait transféré un certain nombre de ses compétences, dans les conditions déterminées par le code général des collectivités territoriales.
Dans le cadre des dispositions de la loi portant nouvelle organisation territoriale de la République du 7 août 2015, qui prévoit que les établissements publics de coopération intercommunale (EPCI) à fiscalité propre doivent avoir un minimum de 15 000 habitants, cette intercommunalité a fusionné avec la communauté de communes du canton de Bligny-sur-Ouche pour former, le 1er janvier 2017, la communauté de communes de Pouilly-en-Auxois - Bligny-sur-Ouche, dont est désormais membre la commune.

### Liste des maires
| Période                                  | Période                        | Identité         | Étiquette | Qualité |
| ---------------------------------------- | ------------------------------ | ---------------- | --------- | --- |
| Les données manquantes sont à compléter. |                                |                  |           | |
| mars 2001                                | 2014                           | Denis Berthoux   | DVD       | Agriculteur |
| 2014                                     | septembre 2022                 | Jocelyn Chapotot | SE        | Inspecteur divisionnaire des finances publiques Vice-président de la CC de l’Auxois Sud (2014 → 2016) Vice-président de la CC de Pouilly-en-Auxois - Bligny-sur-Ouche (2017 → 2020) Mort en fonction |
| décembre 2022                            | En cours (au 30 novembre 2023) | Charline Desbois |           | Cadre de la fonction publique |

## Équipements et services publics
- Maison de thérapeutes Les ailes du moulin, créée en mars 2022[49]
- Pôle agricole de Créancey[50]

## Population et société
Les habitants de la commune sont les Crescentiais et les Crescentiaises.

### Démographie
L'évolution du nombre d'habitants est connue à travers les recensements de la population effectués dans la commune depuis 1793. Pour les communes de moins de 10 000 habitants, une enquête de recensement portant sur toute la population est réalisée tous les cinq ans, les populations de référence des années intermédiaires étant quant à elles estimées par interpolation ou extrapolation. Pour la commune, le premier recensement exhaustif entrant dans le cadre du nouveau dispositif a été réalisé en 2006.

En 2022, la commune comptait 520 habitants, en évolution de +0,19 % par rapport à 2016 (Côte-d'Or : +0,82 %, France hors Mayotte : +2,11 %).
| 1793 | 1800 | 1806 | 1821 | 1831 | 1836 | 1841 | 1846 | 1851 |
| ---- | ---- | ---- | ---- | ---- | ---- | ---- | ---- | ---- |
| 709  | 684  | 705  | 625  | 727  | 949  | 820  | 773  | 712  |

| 1856 | 1861 | 1866 | 1872 | 1876 | 1881 | 1886 | 1891 | 1896 |
| ---- | ---- | ---- | ---- | ---- | ---- | ---- | ---- | ---- |
| 662  | 642  | 646  | 637  | 561  | 539  | 513  | 527  | 503  |

| 1901 | 1906 | 1911 | 1921 | 1926 | 1931 | 1936 | 1946 | 1954 |
| ---- | ---- | ---- | ---- | ---- | ---- | ---- | ---- | ---- |
| 503  | 477  | 459  | 388  | 374  | 372  | 330  | 340  | 316  |

| 1962 | 1968 | 1975 | 1982 | 1990 | 1999 | 2006 | 2011 | 2016 |
| ---- | ---- | ---- | ---- | ---- | ---- | ---- | ---- | ---- |
| 273  | 290  | 294  | 322  | 334  | 364  | 482  | 529  | 519  |

| 2021 | 2022 | - | - | - | - | - | - | - |
| ---- | ---- | - | - | - | - | - | - | - |
| 524  | 520  | - | - | - | - | - | - | - |

### Manifestations culturelles et festivités
- La foire d'automne, dont la 3e édition a eu lieu en novembre 2023[54].
- Le Bourgogne Game Show, salon de flippers et jeux de bistrots, dont ma dernière édition a eu lieu en septembre 2022[55]

## Culture locale et patrimoine

### Lieux et monuments
Créancey comprend plusieurs monuments inscrits sur la liste des Monuments Historiques, dont trois chapelles et sept croix sur les voies publiques. De nombreux ouvrages inscrits font partie du système hydraulique du canal de Bourgogne ou en sont des œuvres dérivées :
- Le château de Créancey date des XVIIe et XVIIIe siècles. La façade et les toitures du bâtiment principal et des communs ainsi que le pigeonnier sont inscrits aux monuments historiques[MH 2],[MH 3]. L'une des annexes est un colombier de 9 m de diamètre, avec toiture en laves surmontée d’un joli lanternon couvert de zinc patiné[42].
- Église paroissiale Saint-Symphorien[MH 4]. Son mobilier[MHo 1] inclut des objets listés MH :

statue : saint Nicolas (XVIe) ; statue : saint Eloi (XVIe) ; cloche par le fondeur Jean-Baptiste Fort (1818) ; pupitre d'autel pliant (1re moitié XIXe) ; série de quatre chandeliers d'autel (limite XVIIIe- XVIIIe) ; croix de procession (XVIIIe) ; thabor (1re moitié XIXe) ; ostensoir (1838) ; ciboire-chrismatoire, orfèvre Jean-Ange Loque (entre 1798 et 1809) ; ciboire, orfèvres lyonnais les frères Favier (1838) ; ciboire, orfèvre inconnu (limite XVIIIe- XIXe) ; calice et patène en argent avec pieds en bronze argenté ciselé, orfèvre dijonnais Pierre Regnier (entre 1819 et 1838) ; bâton de procession : saint Symphorien (1re moitié XIXe) ; bâton de procession : Vierge à l'Enfant (XVIIIe) ; statue : Immaculée Conception (milieu XIXe) ; ensemble d'une statue et d'un groupe sculpté : saint Eloi et saint Nicolas (XVIe) ; statue : saint Jean-Baptiste (XVIe) ; groupe sculpté : Vierge de Pitié (XVIe) ; statue : Christ en croix (1re moitié XVIe) ; ensemble de 47 bancs de fidèles (2e moitié XIXe, après la restauration de l'église en 1870) ; fauteuil de célébrant (siège en X) (2e quart XIXe) ; meuble de sacristie (2e moitié XIXe) ; fonts baptismaux (1re moitié XIXe) ; confessionnal (1766) ; clôture de sanctuaire (table de communion) (XVIIIe) ; chaire à prêcher (2e moitié XIXe) ; ensemble de deux autels latéraux et leur tabernacle (1859) ; maître-autel et tabernacle (1864) ; ensemble de deux verrières figurées (arrestation de saint Symphorien, Christ, sainte Thérèse de l'Enfant Jésus) et onze verrières décoratives, don de Me Bernard, armoiries de la famille de Comeau (2e moitié XIXe) ; plaque funéraire d'Antoine de Comeau (?) (1669) ; plaque funéraire de dame Marguerite Catherine (1666) ; et plaque commémorative d'Henry de Comeau (1667), seigneur de Créancey, mort au siège de Lille en 1667 ; plaque commémorative de François de Comeau, seigneur de Saint-Baville, tué au siège de Candie en 1668 (1668).
L'église de Créancey comporte un chœur et deux chapelles latérales datant des XIVe et XVIe siècles, inscrits aux monuments historiques.
- Mairie-école[MH 6].
- Chapelle Saint-Gervais à Beaume[MH 7]. Parmi son mobilier[MHo 35], plusieurs objets sont également listés MH :

statue : saint Gervais (2e moitié XIXe) ; deux statues en pendant : saint pèlerins dits saint Gervais et saint Protais (nommés selon les inscriptions sur les socles des statues, mais les statues semblent rapportées sur ces socles et l'iconographie des saints – qui n'ont jamais été pèlerins – ne correspond pas à leurs attributs habituels mais à ceux de saint Roch et saint Jacques ; limite XVe-XVIe), ; statue : Vierge à l'Enfant (89 × 33 × 25 cm, 1re moitié XVIIIe) ; chasuble et voile de calice (ornement vert) (milieu XIXe) ; autel, tabernacle et retable (1re moitié XVIIIe, 2e moitié XIXe) ; ciboire par l'orfèvre François Régnier (fin XVIIIe) ; armoire vitrée (vitrine de bâton de procession) (1810) ; bâton de procession : saint Gervais et saint Protais (2e moitié XVIIe) ; coffre à vêtements (XVIIIe ?) ; et ensemble de deux pique-fleurs (XVIIIe.
- Chapelle Saint-Marc à Panthier (1868)[MH 8],[56]. Elle a pour objets listés MH :

statue, tableau, clochette d'autel ; calice en argent repoussé et ciselé créé par un orfèvre d'Autun (Lazare Morizot ?) pour le couvent des capucins d'Autun (~1683), ; patène de même facture que le calice qui précède (fin XVIIe, probablement 1683) ; lampe de sanctuaire (XVIIe) ; burette et bassin (1724) ; bâton de procession : saint Roch et saint Marc, et sa vitrine (2e moitié XVIIIe) ;  deux médaillons en relief : Le Christ et la Vierge, rares exemples d'objets de piété fabriqués en série durant ce siècle (XVIIe) ;  groupe sculpté en pierre, polychromie : saint Roch (milieu XVIe) ; statue en pierre : saint Edme, évêque (1re moitié XVIe) ; groupe sculpté : saint Marc (XVIe) ; statue : Vierge à l'Enfant (98 × 40 × 20 cm, revers plat, 1re moitié XVIe) ; et fauteuil (XVIIIe).
Le presbytère possède une statue : Vierge à l'Enfant, abîmée par les intempéries : manquent la tête, les pieds et la main gauche de l'enfant (elle était dans le jardin) (90 × 25 × 20 cm, revers ébauché, 2e moitié XVIIIe).
L'église bénéficie de travaux d'entretien en 2022
- Chapelle Saint-Étienne ("tour Saint-Étienne") au lieu-dit la Tour[MH 1],[loc 7],[44].
- Croix monumentale, rue du Chêne (XVI et 1806)[MH 9].
- Croix monumentale, rue du Grand Pâquier (1803)[MH 10].
- Croix de chemin au lieu-dit les Ebraux, sur la D18 au début du chemin de Beaume (1863). Elle porte l'inscription suivante : « cette croix a ete erigee en vertu d'un voeu d'un pere pour le retour de son fils apres une campagne de 4 ans de chine et cochinchine », et sur la face droite : « erigee par c.de berthoux le 4 avril 1863 »[MH 11].
- Croix monumentale à la Lochère (1806)[MH 12].

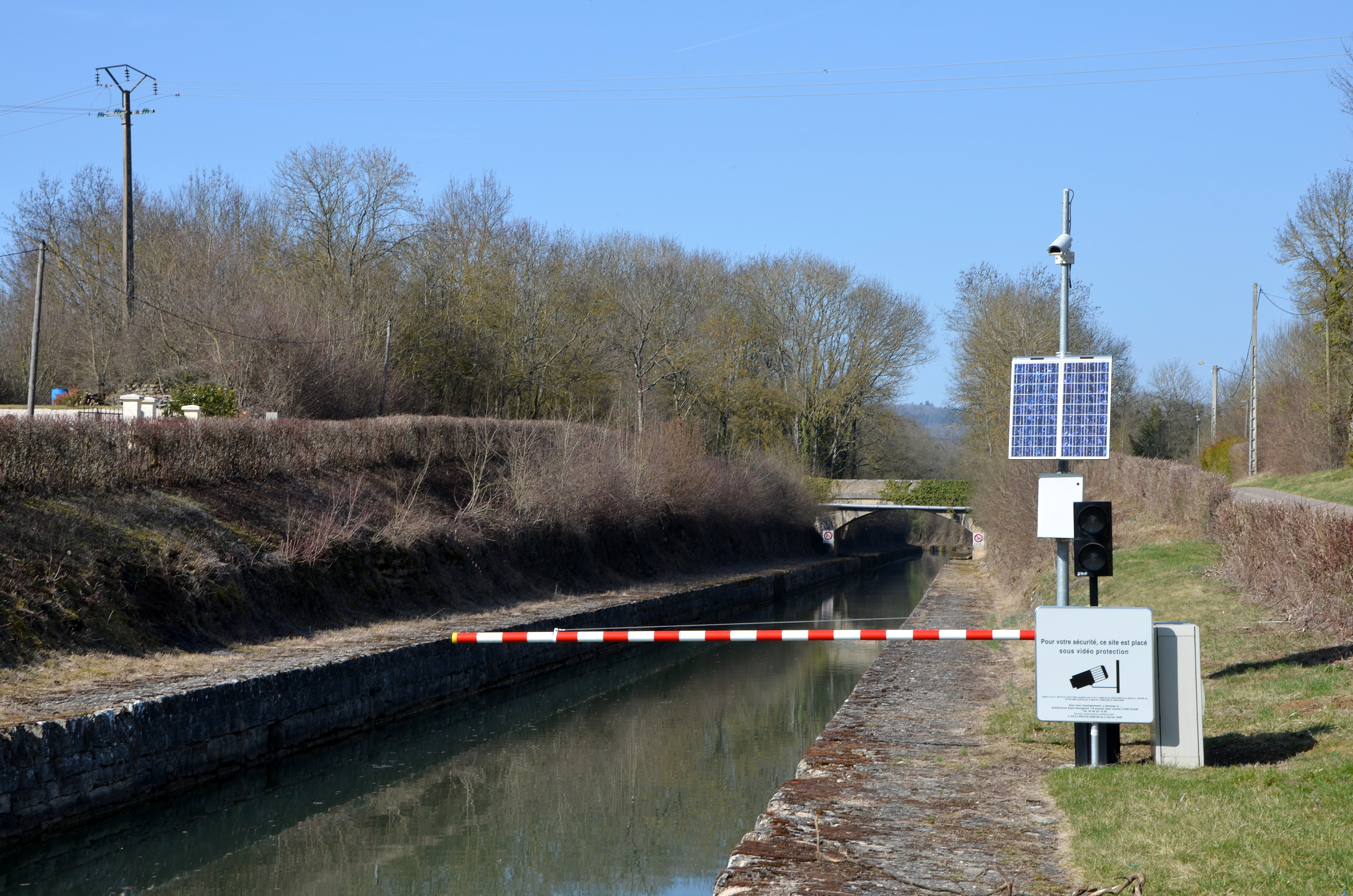
Sur Créancey : à la sortie du port d'Escommes (Maconge), la « tranchée de Créancey » en direction du tunnel du canal, et le pont de la Lochère.

- Croix monumentale à Beaume (1682)[MH 13].
- Croix de chemin (limite XIXe-XXe), au carrefour de la rue des Petites Montées, de la rue Claude Liévin et du larrey de la Tour[MH 14].
- Croix de cimetière (1875)[MH 15].
- La « maison des ingénieurs » (2e quart XIX ?), ancienne cimenterie Lacordaire puis Sorlin, est témoin des activités autrefois liées au canal de Bourgogne[MHc 1].
- La « tranchée de Créancey » (1824)[MHc 2], à la sortie du tunnel-canal de Pouilly.
- Pont sur la rigole de Beaume[MHc 3].
- Pont routier (1841) à la Lochère[MHc 4], passant sur la tranchée de Créancey du canal de Bourgogne[3].
- Borne kilométrique (1835) au bief de partage (près du tunnel-canal). Ces petites bornes ont été placées tous les km (peut-être en 1835 ?) pour calculer les droits de navigation. Celle-ci porte gravée la distance parcourue depuis Laroche : (Y) (K) 158[MHc 5].
- tunnel-canal de Pouilly, achevé en 1831[MH 16].

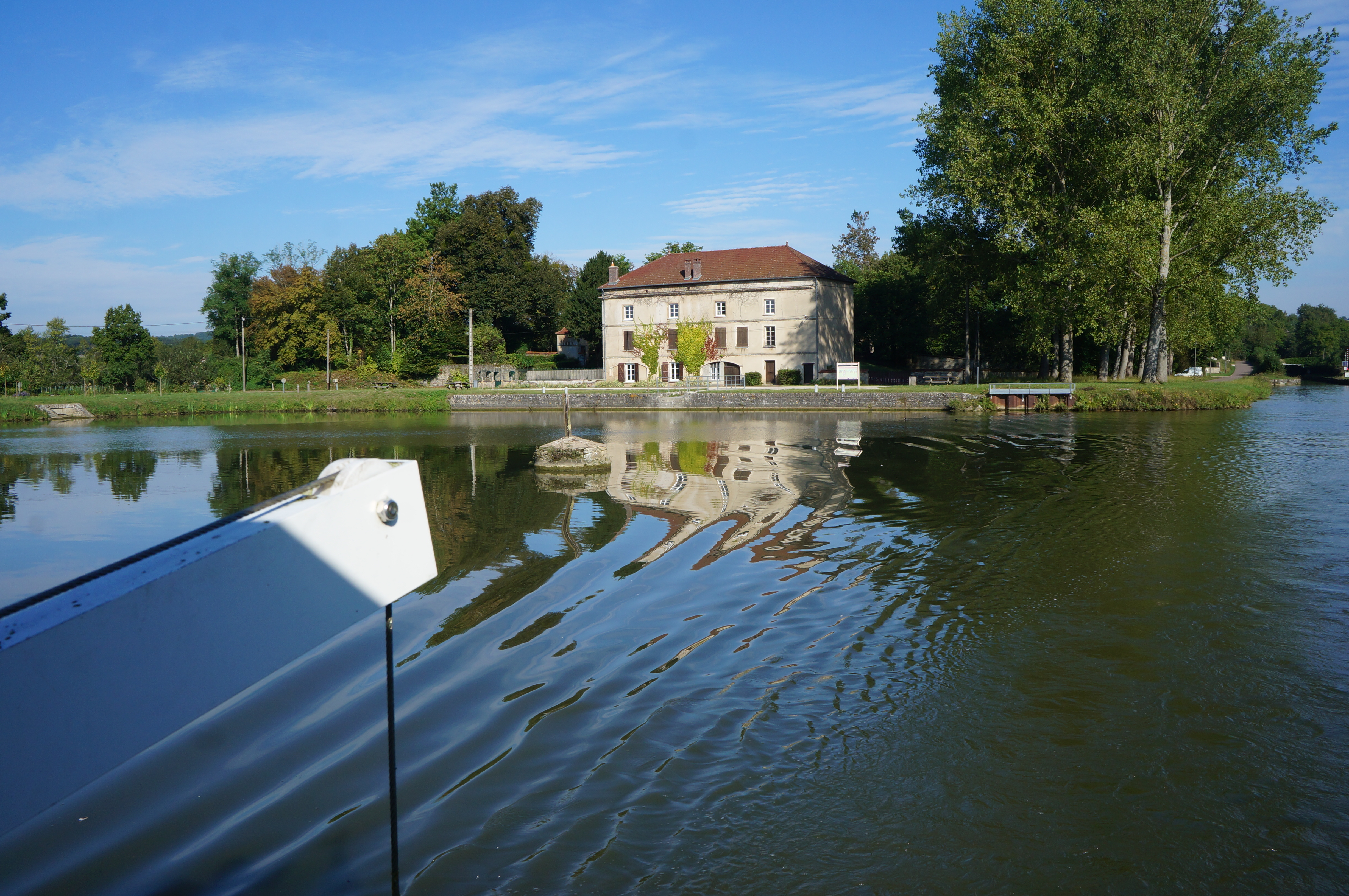
Bassin d'Escommes (Maconge) et « maison des ingénieurs » (Créancey).
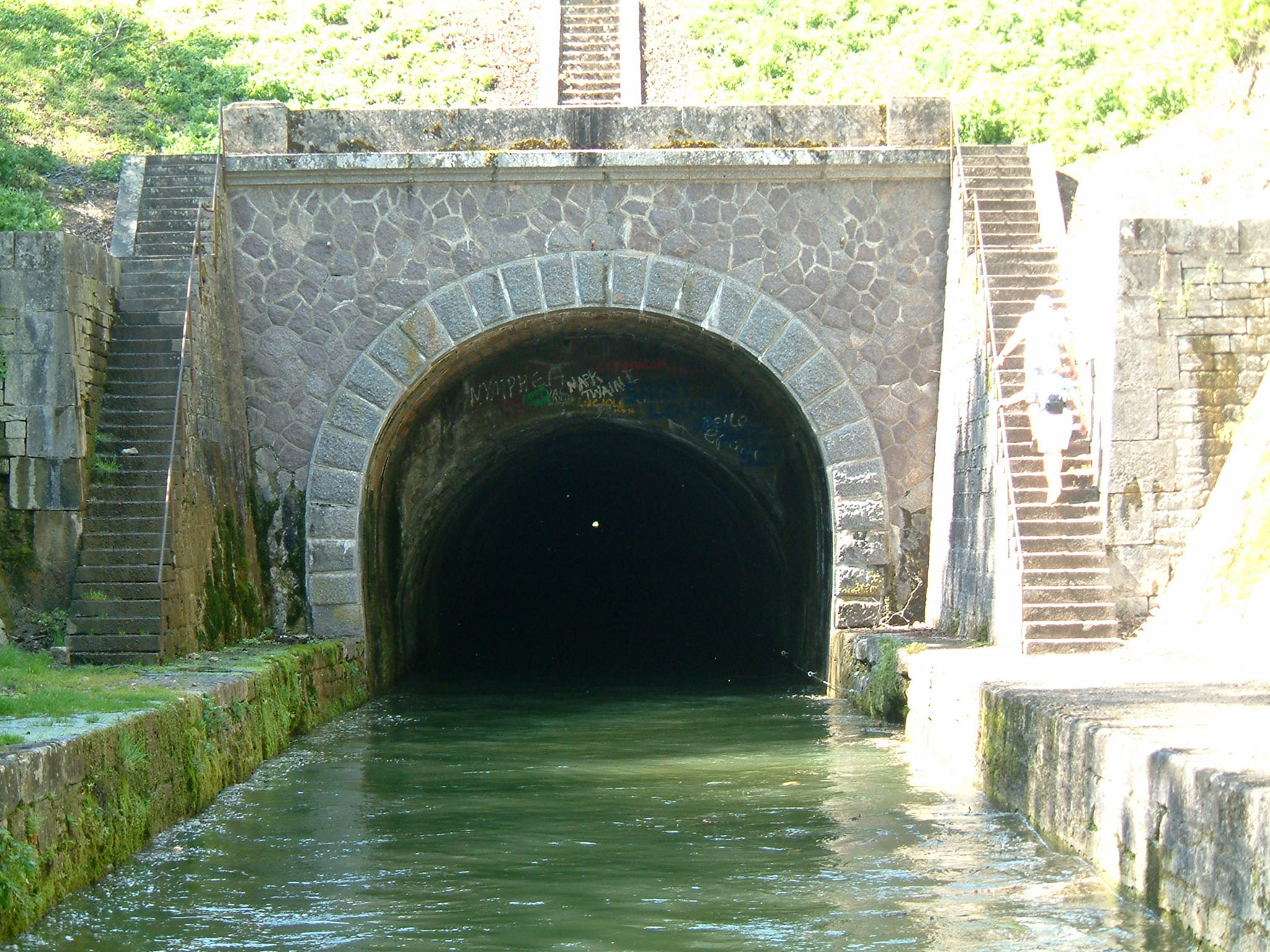
Voûte du canal de Bourgogne, tunnel rectiligne : depuis l'entrée de Pouilly, le point de  lumière de l'entrée de Créancey.
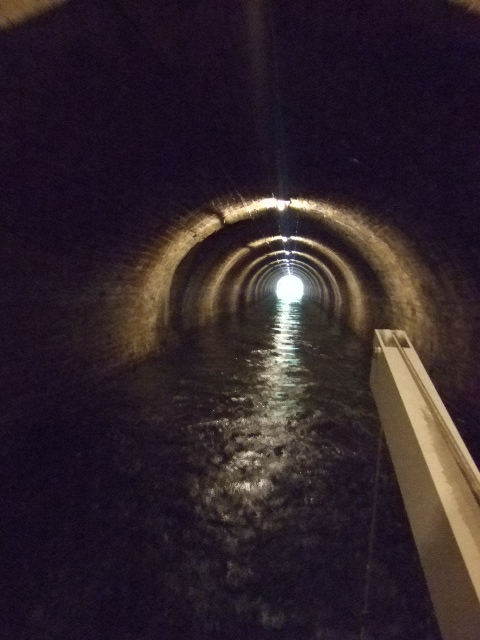
Dans le tunnel-canal.

On peut également signaler :
- Deux bornes routières au croisement de la D 977bis avec la D 994 (Rouvres-sous-Meilly / Vandenesse)[58].
- Le lavoir de la Lochère.
- Mémorial de la guerre d'Algérie[59].
- Statue « Belle Charolaise » au rond-point Daniel Cadoux, sortie sud de Pouilly en direction de Beaune[60].

### Loisirs, tourisme
Le canal de Bourgogne fait transiter des bateaux de tourisme, avec la curiosité supplémentaire du tunnel-canal qui marque une étape dans les voyages touristiques.
Le lac de Panthier a une base de loisirs sur la berge de Vandenesse, dont un camping 4 étoiles équipé de mobil homes, un club de voile avec location et une plage surveillée en été.
Un chemin fait le tour du lac en 4,6 km.

### Personnalités liées à la commune
- Edme Aimé Lucotte (1770-1825), général des armées de la République et de l'Empire.

### Héraldique
| Blason de Créancey (Côte-d'Or) | Blason  | D'azur à la montagne de trois monts d'or en pointe surmontée d'une tour d'argent, ouverte et maçonnée de sable, au chef de gueules chargé de trois comètes d'or chevelées d'argent posées en pal. |
| Blason de Créancey (Côte-d'Or) | Détails | Le statut officiel du blason reste à déterminer. |